# Plaza de Cibeles

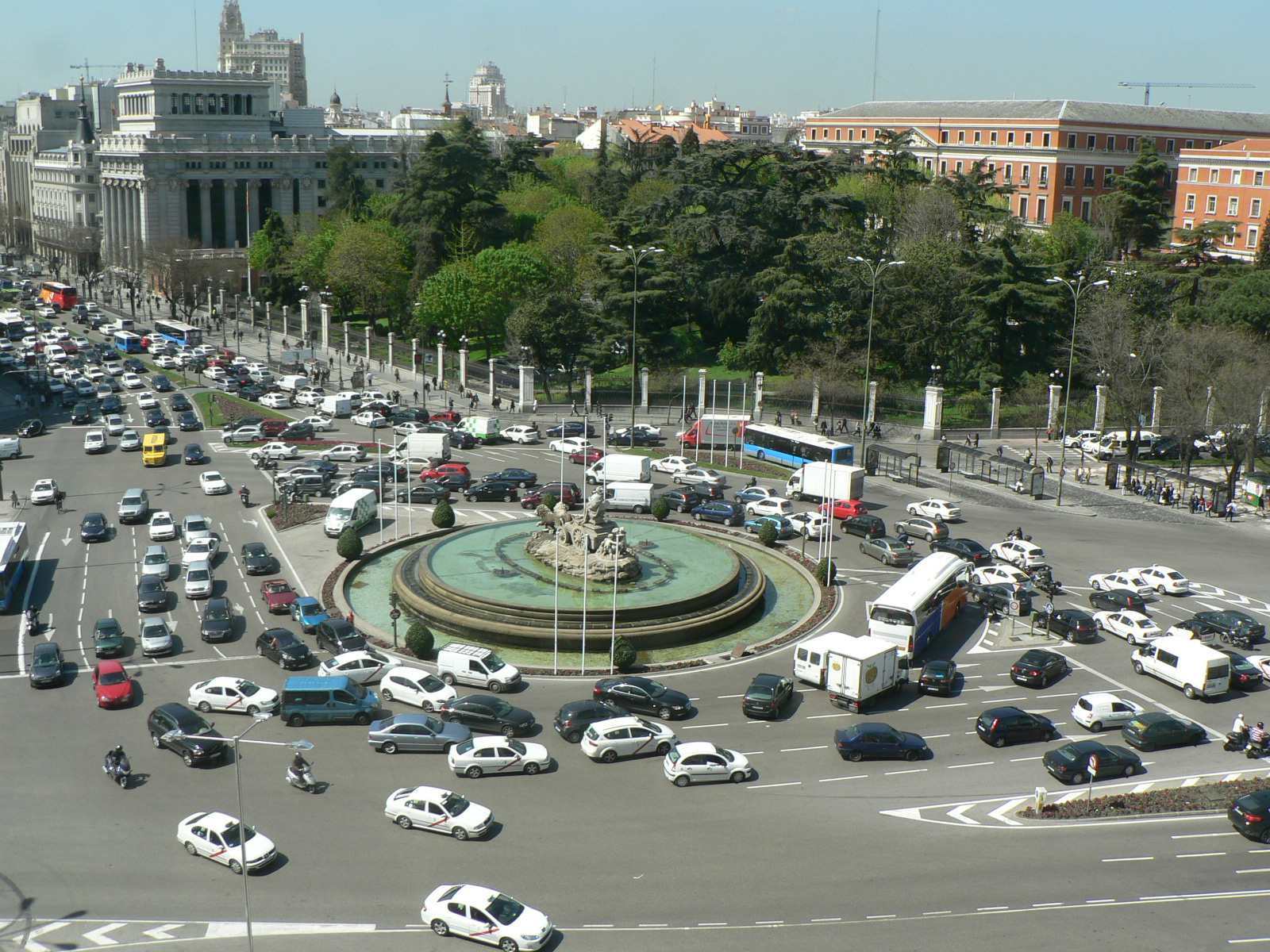
Plaza de Cibeles.

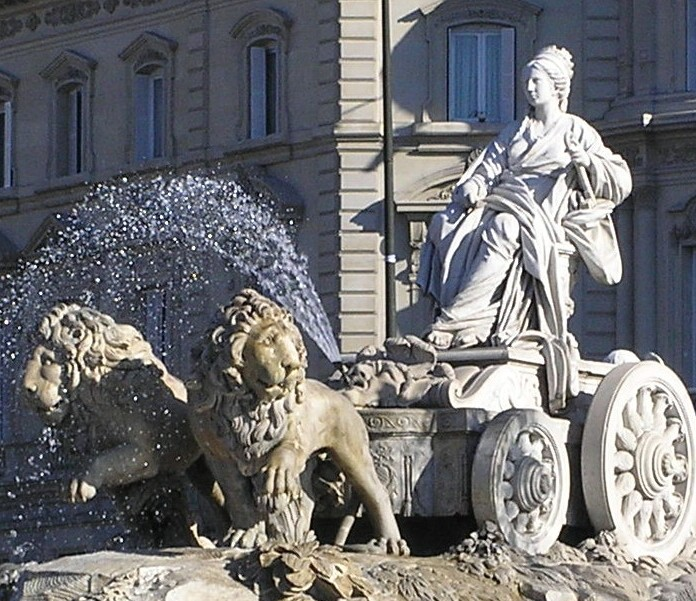
Fontänen.

Plaza de Cibeles är ett torg i Madrid.
Den ligger där Calle de Alcalá (öster–väster), Paseo de Recoletos (norr) och Paseo del Prado (söder) möts.
Fontänen är en av Madrids viktigaste symboler.